# Пшеничное (Киевская область)
Пшеничное (укр. Пшеничне) — село, входит в Васильковский район Киевской области Украины.
Население по переписи 2001 года составляло 630 человек. Почтовый индекс — 08644. Телефонный код — 4571. Занимает площадь 1,275 км². Код КОАТУУ — 3221487201.

## Местный совет
08644, Київська обл., Васильківський р-н, с.Пшеничне, вул.Леніна,2